# Boekwinst
Boekwinst betekent dat een verborgen winst zichtbaar wordt gemaakt. Boekwinst komt vooral voor rond waarderingen in balansen van ondernemingen. Het kan zijn dat de boekwaarde in de boeken (veel) lager staat dan de werkelijke waarde in het economisch verkeer. Dit is ook in bepaalde gevallen voor de inkomsten- en vennootschapsbelasting toegestaan.
Op het moment dat de boekhoudkundige waarde wordt aangepast aan de hogere werkelijke waarde ontstaat boekwinst. Materieel wordt deze niet behaald op dat moment, maar bijvoorbeeld geleidelijk sinds de vorige waardering. Voor de inkomsten- of vennootschapsbelasting wordt dit beschouwd als winst in het jaar dat de boekwaarde wordt verhoogd.
Een te lage waardering komt ook aan het licht bij verkoop, waaronder ook bij staking / liquidatie van het bedrijf (stakingswinst , liquidatiewinst). Ook hier moet alsnog belasting over worden betaald.